# Fall Creek Falls Fire Lookout Tower
La Fall Creek Falls Fire Lookout Tower est une tour de guet du comté de Bledsoe, dans le Tennessee, aux États-Unis. Située à 618 mètres d'altitude au sommet de Bradden Knob, une éminence du plateau de Cumberland, elle est protégée au sein du parc d'État de Fall Creek Falls. Haute d'environ 24 mètres, cette structure en acier compte 108 marches. Construite en 1895 pour servir de tour d'observation, elle est déplacée des environs de Chattanooga à son site actuel en 1935. Elle est inscrite au Registre national des lieux historiques depuis le 21 juillet 2015.